# 브라이턴 호텔 폭탄 테러

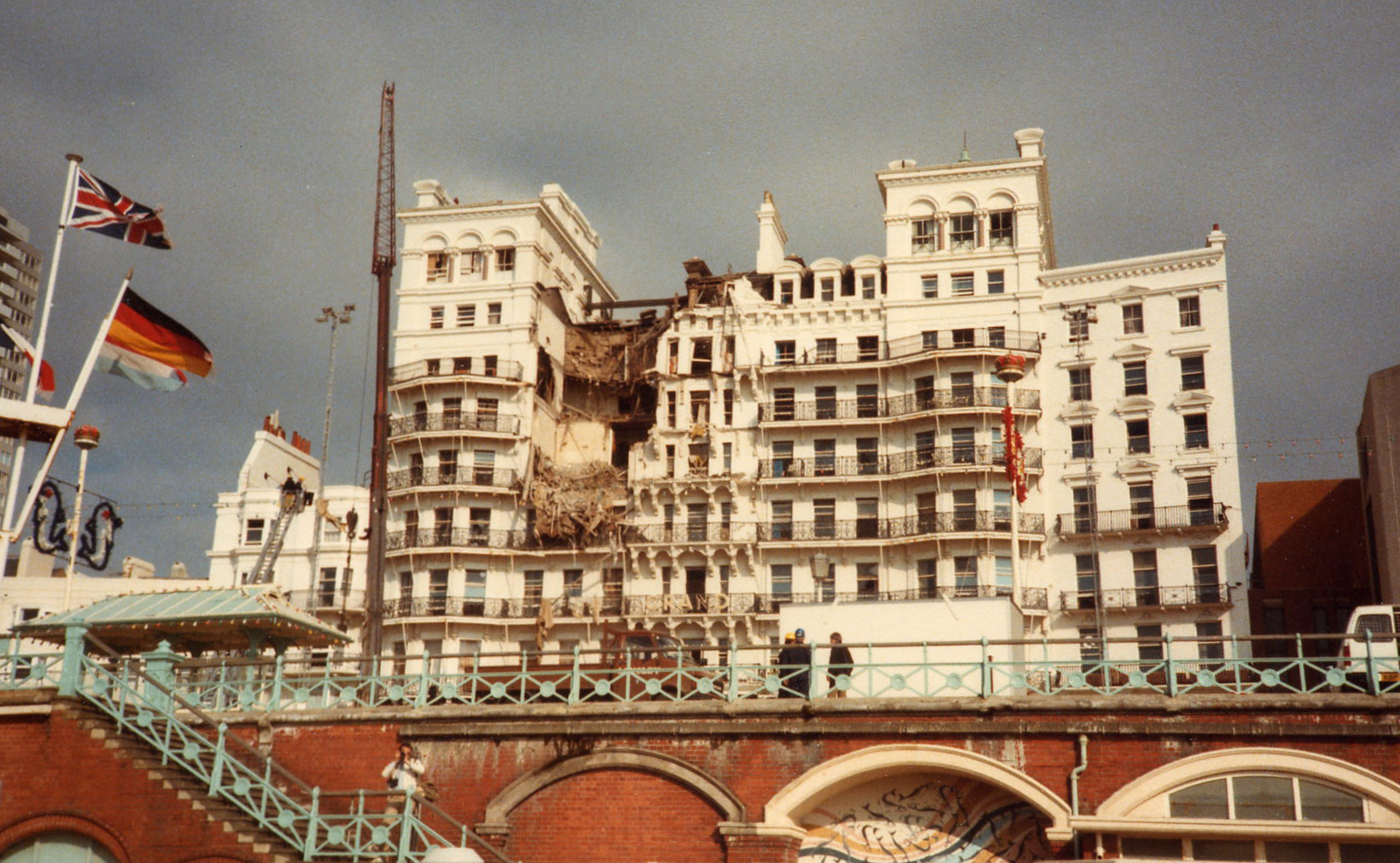
폭파 직후의 브라이튼 호텔.

브라이튼 호텔 폭파(Brighton hotel bombing)는 1984년 10월 12일, 잉글랜드 브라이튼의 그랜드호텔에서 일어난 테러 사건이다. 아일랜드 공화국군 임시파(PIRA) 요원 패트릭 매기가 호텔에서 대회를 열고 있던 보수당 각료들과 특히 마거릿 대처 수상을 폭살시키기 위해 장시간 시한폭탄을 설치했다. PIRA가 이 테러를 한 직접적 이유는 3년 전인 1981년 아일랜드 단식투쟁 때 대처가 감옥에 수감되어 단식투쟁하는 PIRA 및 INLA 요원들과의 대화를 거부함으로써 그들 중 10명을 굶겨죽인 것에 대한 복수였다. 대처 본인은 부상만 입고 겨우 살아났지만, 보수당 고위 인사를 포함해 다섯 명이 죽고 31명이 부상당했다. 당시 대처가 폭탄테러를 피할 수 있었던 것은 밤 1시가 넘어 모두가 자고 있었던 시간에 대강당에서 보수당전당대회에서 할 연설문을 쓰고 있었기 때문에 테러를 피할 수 있었던 것이다. 대처가 자기로 되어있던 방은 폭파로 완전히 내려앉고 옆방에서 자던 비서 2명은 폭사하였다. 당시 보도를 보면 대처는 부상을 전혀 입지도 않았다.

## 같이 보기
- 아일랜드 단식투쟁
- 다우닝 가 박격포격